# Коробков, Карп Михайлович
Карп Михайлович Коробков (1739, Екатеринбург —?) — екатеринбургский купец, шестой бургомистр Екатеринбургской ратуши (с 1770 по 1781 года) и первый бургомистр Екатеринбургского магистрата (с 1781 по 1784 года).

## Биография
Карп Михайлович Коробков появился на свет в 1739 году в Екатеринбурге, однако считался представителем «невьянской ветви» этого семейства. В 1746 году отец записал его в екатеринбургский посад.
С середины 1750-х годов. младший Коробков участвовал в торговых и административных делах отца — продовольственных торгах и отводе постоев. А уже в конце 1750-х годов стал соляным головой при екатеринбургском комиссарстве — курировал соляную торговлю по частным заводам. В 1760 году он выполнил подрядный подъём соляного каравана по реке Чусовой на казенные заводы. В 1762—1766 годах совместно с Иваном Нагаевым выполняли обязанности ратмана екатеринбургской ратуши, в том числе и в период отсутствия выборного бургомистра.
После 1775 года Карп и его брат Иван Коробков были записаны во 2-й гильдии екатеринбургского купечества. Их брат Яков остался с отделенным капиталом в мещанстве.
Будучи ратманом, К. М. Коробков отличался жесткими методами руководства, неоднократно обвинялся в превышении власти, несоблюдении административных правил, рукоприкладстве и иных злоупотреблениях, за что подвергался штрафам.
Состоя в должности бургомистра в апреле 1770 — ноябре 1781 годов, он избегал вмешиваться в дела посада и, всецело поддерживая частную инициативу, предпочитал выступать третейским судьей. Большое внимание уделял собственным торгам и активно сотрудничал с заводской администрацией.
В период Крестьянской войны 1773—1775 годах под предводительством Емельяна Пугачева, при подходе повстанцев к Екатеринбургу в январе — феврале 1774 года Карп Михайлович участвовал в организации «антипугачевского» отряда добровольцев из обывателей «с орудиями у кого какое есть».
В 1771—1781 годах основные мероприятия ратуши были направлены на поддержку рудного промысла и заведение мукомольных мельниц и мануфактур местным посадским населением, на ужесточение регламентации торгов для приезжих купцов и на ограничение торговли в Екатеринбурге представителями непосадских сословий . В этот же период возросла роль сословного суда. В 1775—1776 гг. посадское население было разделено на купцов и мещан.
После закрытия Екатеринбургской ратуши в ноябре 1781 года стал первым бургомистром Екатеринбургского городового магистрата. Вплоть до 1784 г. он возглавлял магистрат совместно со вторым бургомистром Иваном Дубровиным (сыном И. Д. Дубровина). Их усилиями была налажена система взаимодействия городских органов с гражданской администрацией после реформы регионального управления (губернская власть располагалась в Перми, обер-комендант и городничий — в Екатеринбурге). Управление городом и городскими сословиями было приведено в соответствие с тогдашними общероссийскими нормами.